# 村上ファンド事件
村上ファンド事件（むらかみファンドじけん）とは、2006年（平成18年）に村上ファンドがニッポン放送株でインサイダー取引をしていたとして、村上ファンド代表の村上世彰が逮捕された事件。

## 経緯

### 逮捕
世間の注目を集めて始まったライブドア事件の捜査は2006年3月になると手詰まり感をみせていた。東京地検特捜部はライブドア元代表取締役の堀江貴文の3度目の逮捕を狙い、マネーロンダリング、ホスティングサーバ会社買収に絡む証券取引法違反、果ては合コン好きの堀江の性犯罪疑惑を捜査したがどれも不発に終わった。大山鳴動してネズミ一匹になることを恐れた特捜部は村上ファンドのインサイダー疑惑に矛先を変えていったといわれている。
特捜部はライブドアによるニッポン放送株大量取得問題で村上世彰が重要な役割を果たしていたことに注目し、4月12日ごろから主なライブドア関係者への取り調べを開始した。すでに逮捕・起訴されていたライブドア元取締役は村上の捜査に協力しないと共犯で逮捕するぞと脅されたという。この元取締役とともにニッポン放送株大量取得に関わっていたライブドア幹部も先述のホスティングサーバ会社買収に絡む証券取引法違反での家宅捜索をちらつかされたり、ライブドアを守るためには捜査に協力しろという甘言を受けたりしたという。
また、当時の検事総長・松尾邦弘の退任の花道として村上を逮捕・起訴したかったという説もある。村上ファンドのあるメンバーは取り調べをした特捜検事から松尾の退任の花道のために捜査していると聞かされ絶句したという。この説を裏付けるかのように、村上が起訴された6月23日に松尾の退任と東京高検検事長だった但木敬一の検事総長昇格人事が内定し、発表されている。
6月5日の午後、東京地検特捜部が村上を証券取引法違反（インサイダー取引）容疑で逮捕した。村上は同日午前11時より東京証券取引所で記者会見後、都内で逮捕され、東京拘置所に勾留された。
村上はライブドアから2004年11月8日、ニッポン放送株式の発行済み株式数の5%を超える取引をおこなう意向を聞かされながら、翌9日-2005年1月28日まで、同放送株計193万3100株を売買したのではないかとされている、これがインサイダー取引に該当するとの疑いが持たれている。
村上は、2004年9月15日、すでに買い進めていたニッポン放送株の処理に困ったのではないか、堀江や前財務担当取締役の宮内亮治に、一緒に同放送株を取得するよう要請したのではないかとする指摘がある。この際、「村上ファンドで17%持っているので、ライブドアで3分の1取得すれば同放送を手に入れられる」と持ち掛けたのではないか、これを受け、ライブドアはニッポン放送株式の取得を検討したのではないかとする指摘もある。
2004年11月8日、宮内らが村上ファンド側の担当者らとニッポン放送株式の取得について話し合ったとされている。東京地検特捜部はこれ以降の村上ファンドによるニッポン放送株式の取引がインサイダー取引に当たると判断した。
また、村上は逮捕当日の午前、東京証券取引所で報道陣らに対し記者会見し、『宮内さんから「やりましょう」と聞いたのは事実です。証取法違反の構成要件にあたる』と認め、「プロ中のプロとしておわび申し上げたい」と何度も謝罪した（裁判開始後は容疑を否認している）。

### 第一審
ニッポン放送株をめぐるインサイダー取引事件で、東京地検特捜部は6月23日に村上世彰と同ファンド中核のMACアセットマネジメントを証券取引法違反の罪で東京地方裁判所に起訴した。6月26日、村上は保釈金5億円を納付し保釈された。
2006年11月30日、村上世彰ら（証券取引法違反容疑で逮捕・起訴）の初公判が開かれ、村上は起訴事実を全面否認した。論告の際に検察官が行った求刑は懲役3年、罰金300万円、追徴金11億4900万円。

### 第一審判決
2007年7月19日、東京地裁刑事第4部（高麗邦彦裁判長）は、村上世彰に対して懲役2年、罰金300万円、追徴金11億4900万円の実刑判決をいい渡した。
インサイダー取引事件での実刑は異例であり、インサイダー取引と認定される事例が増えてしまうのではないかという不安や、裁判官は、結局は利益至上主義を罰したかっただけであり、法曹の世界には証券、金融業のプリンシパル、メカニズムを理解している人が非常に少ないのではないかといった意見があった。

### 控訴審
村上は即日控訴するとともに再度保釈請求を行い、翌20日に保釈金7億円を納付し再保釈された。村上は控訴審でも無罪を主張した。2009年2月3日、東京高等裁判所（門野博裁判長）は、村上世彰に対して、実刑とした1審判決を破棄し、懲役2年、執行猶予3年、罰金300万円、追徴金11億4900万円の有罪判決を言い渡した。村上は、社会的名誉は一部回復されたが、事実認定に一部納得ができない点もあるという理由で即日上告した。
ライブドア側に資金調達のめどは立っていなかったという村上の主張に対して、判決は、ライブドア側が会議で明確に決意表明し、村上も認識していたと退けた。
執行猶予にした理由として判決は、株取引のプロの犯罪で刑事責任は軽視できないが、当初はインサイダー情報に該当するとの認識自体が強いものではなかったことをあげている。また、村上が株を売り抜けて約30億円の売却益を得たという容疑については、高値での売り抜けは市場操作的な行為で、証券市場における健全、公正な活動とはいえず背信的だと非難しつつ、起訴の対象ではない市場操作的な面を量刑上あまりに強調すべきではないと指摘している。

### 上告審
2011年6月6日、最高裁判所の第1小法廷（桜井龍子裁判長）は村上の上告を棄却し、懲役2年、執行猶予3年、罰金300万円、追徴金約11億4900万円とした東京高裁判決が確定した。5人の裁判官全員一致の判断で決定は6日付だった。MACアセットマネジメントについては罰金2億円が確定した。
最高裁は決定理由で、弁護側が主張していたニッポン放送株買収計画の実現可能性のなさについて、「株式公開買い付け(TOB)などを会社の業務としておこなうという決定があればたり、買い付けが実現する可能性が具体的にみとめられる必要はない」とした。